# 粕谷新五郎
粕谷 新五郎（かすや しんごろう、文政3年8月16日（1820年9月22日） - 元治元年6月6日（1864年7月9日））は、壬生浪士組同士。

## 生涯
文政3年（1820年）、水戸藩下の常陸（現在の常陸大宮市野口平）に粕谷忠兵衛の子として生まれる。安政5年（1858年）、孝明天皇から密かに下賜された戊午の密勅の返還に反対し、家督を長男の親之助に譲り、脱藩した。
万延元年（1860年）、粕谷を含む37名（このとき一緒にいた人物に香川敬三が含まれる）は、薩摩藩に尊王攘夷の実行を訴えたことを問われ、水戸藩江戸屋敷に幽閉処分に処された。
文久2年（1862年）に放免され、翌文久3年（1863年）、浪士組に参加する。同年3月、浪士組の江戸東帰が決まると、近藤勇、芹沢鴨らとともに京に残留したが、その後脱退し、郷里に戻った。
元治元年（1864年）、天狗党の乱に参加。上州での献金活動に奔走するが、栃木宿で幕府軍の追討を受け、下野国持宝寺で自刃して果てた。享年45（満43歳没）。墓碑は生家に建てられている。